# Александра и Клавдия Амисийские
Александра и Клавдия Амисийские (греч. Αλεξάνδρα; † 310 год) — раннехристианские мученицы, память совершается в Православной церкви 20 марта (по юлианскому календарю).
Александра и Клавдия проживали в городе Амис (Малая Азия) и вместе с другими христианами пострадали во время гонений императора Максимиана, были казнены в 310 году. Димитрий Ростовский так описывает их мучения:

На допросе они объявили себя христианками и самого правителя назвали жестоким и бесчеловечным. Посему по повелению последнего их сперва раздели и били палками, потом отрезали им сосцы, после чего, повесив, строгали их по телу до тех пор, пока не обнажились их внутренности, и, наконец, бросили в раскалённую печь, где они и предали души свои в руки Господа.